# Жељезнице Федерације Босне и Херцеговине
Жељезнице Федерације Босне и Херцеговине (скраћено ЖФБХ) је национално жељезничко предузеће у власништву ФБиХ, које је основано 2001. године одлуком Владе Федерације БиХ да се споје Жељезнице Херцег-Босне и Жељезнице БиХ.
Главна дјелатност жељезнице је превоз терета и путника.
Дужина пруге износи око 608 км.

## Вагони и локомотиве
| Модел      | Тип                   | Слика |
| ---------- | --------------------- | ----- |
| АСЕА - 441 | Електрична локомотива |       |
| АСЕА - 441 | Електрична локомотива |       |
| ЕМД - 661  | Дизел локомотива      |       |
| В 100      | Дизел локомотива      |       |
| Кончар ЕМВ | Електрична локомотива |       |
| Талго      | Путничка кола         |       |

## Путни правци
| Пограничне и веће станице            |
| ------------------------------------ |
| Габела - Мостар - Сарајево - Маглај  |
| Петрово - Тузла                      |
| Брчко - Калесија                     |
| Бановићи - Калесија                  |
| Подлугови - Вареш                    |
| Мартин Брод - Бихаћ - Босанска Крупа |

## Галерија
- Скица локомотиве ЖФБХ стандардна верзија.
- Скица локомотиве ЖФБХ специјална верзија.
- 212-215